# مسجد شارع كيرك
مسجد شارع كيرك هو واحد من أقدم المساجد وأماكن العبادة في جوهانسبرغ في جنوب أفريقيا .

## البناء
تم البناء الأول لمسجد شارع كيرك في نفس الموقع في عام 1918، المجتمع المسلم الأول الذي سكن المنطقة قام في عام 1880 ببناء هيكل مموج من الحديد يكون أساس لهيكل المسجد، وفي عام 1918 تم الانتهاء من بناء هيكل الجدران من الطوب، وقد تم هدم المسجد في عام 1906 وفي عام 1990 وتم استبدالهما بمساجد جديدة.

## التاريخ
كان وصول العبيد من الملايو والسجناء السياسيين من قبل شركة الهند الشرقية الهولندية في عام 1654 من باتافيا هو الإدخال الأول للإسلام في كيب تاون ثم إلى جنوب أفريقيا، لم يعط الملايو في البداية حقوق العبادة ولكن بعد أن أحضر عدد متزايد من العبيد من قبل شركة الهند الشرقية الهولندية من اندونيسيا والهند، وبما في ذلك البنغال والساحل، انتشر الإسلام مما اضطر مستعمرة كيب لإعطاء حقوق العبادة للمسلمين، وكان أول تطبيق لبناء أول مسجد كان في عام 1973 في رأس الرجاء الصالح بعد اكتشاف الذهب في جوهانسبرغ، وجراء العدد المتزايد من المسلمين، فقد قاموا ببناء مسجد جمعة في عام 1888، والتي تم تجديدها وتوسيعها في عام 1918 وذلك بسبب الزيادة في أعداد المصلين، وفي عام 1990 أمكن لمسجد الجمعة أن يستوعب حوالي 230 مصلي في وقت واحد، وقد أعلن المسجد نصب تذكاري وطني من قبل مجلس النصب التذكاري الوطني بسبب التاريخية والجمالية والقيمة الثقافية التي يملكها.

## التصميم
الميزة الفريدة لمسجد شارع كيرك هو أنه يتبع لشبكة مدينة جوهانسبرغ، في الداخل المسجد مصمم لمواجهة مكة المكرمة من جوهانسبرغ، هو على 11 درجة شرق القطب الشمالي، كما أنه بني على طول خط الشمال من الشارع وتم بناء الزاوية الداخلية إلى الدرجة 11 °.